# Дукрот SLD
Дукрот SLD (итал. Ducrot SLD) је италијански ловачки авион који је производила фирма Дукрот (итал. Ducrot). Први лет авиона је извршен 1918. године. 

Највећа брзина авиона при хоризонталном лету је износила 300 km/h.
Распон крила авиона је био 9,00 метара, а дужина трупа 6,20 метара. Празан авион је имао масу од 610 kg. Нормална полетна маса износила је око 810 kg. Био је наоружан са два синхронизована митраљеза Викерс калибра 7,7 mm.

## Наоружање
| Наоружање авиона: Дукрот       |     |
| Ватрено (стрељачко) наоружање  |     |
| Топ                            |     |
| Митраљез                       |     |
| Број и ознака митраљеза        | 2   |
| Калибар                        | 7,7 |
| Бомбардерско наоружање (бомбе) |     |
| Ракетно наоружање (ракете)     |     |